# فلیکس آپتونگا
فلیکس آپتونگا (انگلیسی: Felix of Aptunga؛ زادهٔ ۱ ژانویهٔ ۰۳۰۱) در آفریقا (استان روم) یک خدمتگزار کلیسای قرن چهارم بود که در مرکز مناقشات دوناتیسم قرار داشت.
فلیکس یکی از کسانی بود که در سال ۳۱۱ بعد از میلاد به عنوان اسقف کارتاژ دست‌گذاری (تقدس بخشیدن) روی کیسیلین را انجام داد. این عمل منجر به جدایی (دین) در مسیحیت اولیه شمال آفریقا شد.

## پیشینه
پیشینه دوناتیسم شامل آزار و اذیت مسیحان توسط رومیان در سال ۳۰۳ پس از میلاد، امپراتور دیوکلتیان آزار و شکنجه شدیدی را علیه تمام مسیحیان به راه انداخت. قرار بود همه کلیساها و کتاب مقدس مسیحی ویران شوند. در طول آزار و شکنجه، بسیاری از مسیحیان خیانت کردند دیگر مسیحیان را لو دادند یا نسخه‌های کتاب مقدس خود را تحویل رومیان دادند. این خائنان به عنوان «خائن به مذهب» که مسیحیان دیگر را به دولت تحویل دادند، شناخته می‌شدند. در ذهن بسیاری از مسیحیان، گناه خیانت نشانه شخصیت شیطانی بود که قابل غلبه نبود.
در سال ۳۱۱ پس از میلاد کیسیلین به عنوان اسقف کارتاژ معرفی شد. یکی از سه اسقف اعظم شرکت کننده در این مراسم فلیکس آپتونگا بود که گویا قبلاً نسخه‌هایی از کتاب مقدس را به رومیان تحویل داده بود تا آنها آن را از بین ببرند؛ بنابراین، اسقف فلیکس یک «خائن به مذهب» (کسانی که در زمان آزار و اذیت مسیحیان مقاومت نکردند و به نوعی خیانت کردند) بود. گروهی متشکل از حدود هفتاد اسقف دیگر اسقف فلیکس را به دلیل خیانت او برای منصب مناسب نمی‌دانستند - و از آنجایی که فلیکس مناسب نبود، وقف اسقف کیسیلین نیز باطل بود. اسقف‌ها در مخالفت با فلیکس، مجمعی تشکیل دادند و از به رسمیت شناختن اسقف کیسیلین به عنوان یک مقام معتبر کلیسا خودداری کردند. بحث در مورد کیسیلین گسترش یافت. چگونه ممکن است شخصی که به کلام خدا خیانت کرده باشد، منصب مسیحی را در اختیار داشته باشد؟ پس از اینکه مسیحیان پس از آزار بزرگ قدرت را به دست گرفتند، برخی معتقد بودند که کسانی که به جای شهادت به دولت روم احترام می‌گذارند نباید اجازه حضور در ادارات کلیسا را داشته باشند و این شامل فلیکس نیز هست. در سال ۳۱۱، فلیکس کیسیلین را به عنوان اسقف مقدس اعلام کرد، اما یک گروه در کارتاژ، با او مخالفت بودند زیرا آنها اعتقاد داشتند که فلیکس شایستگی انجام این کار را ندارد. این افراد اسقف دوناتوس مگنوس را انتخاب کردند تا با کیسیلین جایگزین کنند، بنابراین نام دوناتیسم بعداً به گروه اعمال شد.

## پدیدار شدن دوناتیسم
اصطلاح دوناتیسم از نام دوناتوس مگنوس گرفته شده‌است. اسقف دوناتوس همچنان این ایده را مطرح می‌کرد که هر گوینده ای که مراسم مقدس را اجرا می‌کند، آن مراسم را به حدی آلوده می‌کند که دیگر انتقال دهنده فیض نیست. نه تنها یک معامله‌گر باید تکفیر می‌شد، بلکه همه کسانی که با یک «معامله‌گر» معاشرت داشتند نیز باید تکفیر می‌شد. کلیسا باید از «قدیس‌ها» ساخته می‌شد، نه از گناهکاران. دوناتیست‌ها شروع به تعمید مجدد مسیحیانی کردند که در کلیساهای دیگر تعمید یافته بودند. با این کار، آنها خود را از سایر کلیساها جدا کردند و اساساً خود را به عنوان تنها نهاد معتبر کلیسا می‌دانستند.
دوناتیسم به فرقه ای بدعت گذار از مسیحیت بود که در قرن چهارم تبدیل شد، این امر در حالی بود که مذهب کاتولیک در حال افزایش بود و کلیسای دیگر تازه تأسیس شده را به چالش می‌کشید. دوناتیسم که در شمال آفریقا آغاز شد، تعلیم داد که مسیحیان به زهد و پاکی شخصی فراخوانده شدند و قدوسیت در وفاداری فرد در تحمل آزار و شکنجه ثابت می‌شود. کسانی که ایمانشان در خطر مرگ متزلزل شده، نجس بودند و شایسته عضویت در کلیسا نبودند. دوناتیست‌ها کلیسای خود را تنها کلیسای واقعی می‌دانستند و از تصدیق احکامی که در کلیساهای دیگر اجرا می‌شد خودداری کردند.
موضوع دوناتیسم در چندین شورای کلیسا از جمله اولین شورای نیقیه مطرح شد. در هر شورا، موضع دوناتیست رد شد. با این حال، دوناتیسم تأثیر خود را ادامه داد تا اینکه آگوستین هیپو مجموعه‌ای از کتاب‌ها، نامه‌ها و موعظه‌ها نوشت که جنبش دوناتیست را رد کرد و استدلال کرد که تأثیر یک مراسم مقدس مستقل از ویژگی اخلاقی انجام دهنده است. این موضع در سال ۳۱۴ میلادی در شورای آرل اعلام شد که در آنجا تصدیق شد که اعتبار صراحت و تعمید به وابستگی صاحب اختیار تعلق ندارد. امپراتور کنستانتین بزرگ با حکم موافق بود، اما مردم شمال آفریقا حاضر به پذیرش این امر نشدند و کنستانتین سعی داشت آن را با زور اعمال کند، اما او ناموفق بود. اکثر مسیحیان در شمال آفریقا احتمالاً از قرن پنجم دوناتیست بودند، اما در تهاجم مسلمانان که در قرن هفتم و هشتم رخ داد، از بین رفتند.
مشکل اصلی دوناتیسم این است که هیچ شخصی در نظر خدا پاک نیست (رومیان ۳:۲۳).). اگر قدوسیت مطلق برای بندگی خدا لازم است، پس همه ما ناشایست هستیم. همچنین دیدگاه دوناتیسم نسبت به گناه بسیار محدود بود. دوناتیست‌ها خواستار اصلاح کشیشان و اسقف‌ها و دیگر رهبران کلیسا بر اساس تعریف خودشان از راستگویی بودند – یعنی پر از زهد و صلابت تزلزل ناپذیر تحت آزار و شکنجه.